# Плутархия
Плутархия (лат. Plutarchia) — род растений семейства Вересковые.

## Ареал
Виды рода Плутархия встречаются в Южной Америке в Эквадоре.

## Виды
По информации базы данных The Plant List, род включает 10 видов:
- Plutarchia angulata A.C.Sm.
- Plutarchia coronaria (Linden) A.C.Sm.
- Plutarchia dasyphylla A.C.Sm.
- Plutarchia ecuadorensis Luteyn
- Plutarchia guascensis (Cuatrec.) A.C.Sm.
- Plutarchia minor A.C.Sm.
- Plutarchia miranda A.C.Sm.
- Plutarchia monantha A.C.Sm.
- Plutarchia pubiflora (Wedd.) A.C.Sm.
- Plutarchia rigida (Benth.) A.C.Sm.